# Протесты в Гонконге (2019—2020)
Протесты в Гонконге против законопроекта об экстрадиции (2019—2020) — серия демонстраций в Гонконге против законопроекта об экстрадиции, предложенного правительством Гонконга и, в результате протестов, отозванного главой Гонконга Кэрри Лам.
Начало протестов принято отсчитывать от 9 июня 2019, поэтому 9 июня 2020 небольшие группы граждан решили отметить годовщину протестов демонстрациями под лозунгом «мы завтракаем и протестуем» (lunch with you protest), собравшись в нескольких торговых центрах Гонконга. В то же время, в мае 2020-го началась новая волна протестов против уже другого законопроекта о безопасности, который Пекин намерен ввести в Гонконге.
Одной из причин возникновения протестов в 2019 году было опасение, что в случае принятия законопроекта об экстрадиции местные власти могли использовать его, чтобы задерживать и выдавать лиц, находящихся в розыске на территориях, с которыми Гонконг не имеет соглашений об экстрадиции, включая материковый Китай и Тайвань. У граждан Гонконга были опасения, что законопроект поставит жителей Гонконга и приезжих под юрисдикцию материкового Китая, что подорвёт автономию региона и ограничит права граждан.
Демонстрации c требованием к главе Гонконга Кэрри Лам отменить законопроект начались в марте и апреле.
9 июня 2019 на протест вышло более миллиона граждан, поэтому этот день стали символически означать, как начало протестов против законопроекта об экстрадиции. Организатором протеста 9 июня был «Гражданский фронт за права человека» (Civil Human Rights Front).
Акции протеста 12 июня, в день, когда законопроект был запланирован ко второму чтению в Законодательном совете, ознаменовали резкую эскалацию насилия. Полиция Гонконга применила против демонстрантов слезоточивый газ и резиновые пули. Впоследствии расследование действий полиции и повышение ответственности за их действия стали частью требований протестующих. Более крупный марш произошёл 16 июня.
1 июля сотни тысяч человек участвовали в ежегодных июльских маршах. Часть этих демонстрантов откололась от марша и ворвалась в комплекс Законодательного совета, вандализировав символику центрального правительства.
Глава исполнительной власти Кэрри Лам 15 июня приостановила действие законопроекта об экстрадиции, также она сказала 9 июля, что законопроект «мёртв», но она не сказала, что законопроект будет полностью отозван. Члены исполнительного совета Регина Ип и Бернар Чарнвут Чан заявили, что правительство не намерено идти на дальнейшие уступки.
Акции протеста продолжались в течение лета и переросли во все более ожесточённые столкновения между полицией, активистами, сторонниками пекинской триады и местными жителями в более чем 20 различных районах региона, например, в результате теракта в Юэн-Лонг 22 июля 2019 года. По мере продолжения демонстраций протестующие сформировали основные 5 требований: они призывают к проведению независимого расследования случаев жестокости со стороны полиции, освобождению арестованных протестующих, отмене официальной характеристики протестов как «беспорядков», проведению прямых выборов членов Законодательного совета и главы исполнительной власти, отставке Кэрри Лам.
Кэрри Лам объявила по телевидению 4 сентября 2019, что она окончательно и бесповоротно отменяет законопроект, но это не могло удовлетворить протестующих, которые настаивали на том, что все 5 требований должны быть выполнены.

## Предыстория
Великобритания вернула Гонконг Китаю в 1997 году, получив обещание, что эта территория будет пользоваться «высокой степенью автономности» в соответствии с принципом «одна страна, две системы» минимум 50 лет. В течение примерно десяти лет власти КНР в целом выполняли это обещание. Но затем ситуация стала меняться. В 2014 году гонконгцы протестовали, требуя чтобы глава администрации Гонконга избирался «всеобщим голосованием». В последующие годы владельцы книжных магазинов Гонконга, продававшие книги с критикой китайских властей, незаконно вывозились на территорию материкового Китая; продемократических законодателей и кандидатов в депутаты запугивали и не допускали к выборам; иностранных журналистов и известных правозащитников высылали из Гонконга, или же им отказывали в праве въехать в Гонконг. Саймон Чэн, гражданин Гонконга, работавший на британское правительство, в августе 2019 года был задержан на 15 дней, когда он поехал в материковый Китай, там его пытали до тех пор, пока он не «признался» в вовлечении в занятие проституцией.
Законопроект о скрывающихся от правосудия правонарушителях и взаимной правовой помощи по уголовным делам (поправка) 2019 года был впервые предложен правительством Гонконга в феврале 2019 года в ответ на убийство, произошедшее в 2018 году с участием гонконгской пары на Тайване. У Гонконга нет договора с Тайванем, разрешающего выдачу подозреваемых, и вести переговоры с ним было бы проблематично, поскольку правительство Китая не признаёт суверенитет Тайваня. Для решения этой проблемы правительство Гонконга предложило внести поправку в Закон о скрывающихся от правосудия правонарушителях (Глава 503) и Указ о взаимной правовой помощи по уголовным делам (Глава 525), которая предусматривает создание механизма индивидуальной передачи скрывающихся от правосудия лиц по распоряжению главы исполнительной власти в любую юрисдикцию, с которой город не имеет официального договора о выдаче, включая выдачу материковому Китаю.
Включение материкового Китая в поправку касается разных секторов гонконгского общества. Сторонники демократии опасаются слияния юрисдикции города с законами материкового Китая, управляемыми Коммунистической партией, тем самым подрывая принцип «одна страна, две системы», установленный после передачи полномочий в 1997 году. Противники действующего законопроекта призвали правительство Гонконга установить соглашение о выдаче исключительно с Тайванем, а также прекратить действие этого соглашения сразу после сдачи подозреваемого.

## История и причины начала протестов
Бюро безопасности Гонконга предложило законодательному собранию принять поправку в закон Гонконга об экстрадиции в феврале 2019, которая, как предполагалось, должна была включить Китай, Макао и Тайвань в список 20 стран, с которыми уже были договорённости об экстрадиции подозреваемых в преступлении. Эта возможная поправка вызвала озабоченность среди юристов, журналистов и политиков, адвокаты Гонконга подали просьбу в правительство отозвать документ. Учебные заведения, церковные общины и адвокаты присоединились к правозащитному движению против поправки. Далее последовали бурные обсуждения в законодательном собрании Гонконга, на которых произошли потасовки, в то время как правительство затребовало принять документ без проволочек, отменив законодательные процедуры, которые могли бы помешать принятию, что вызвало новый поток критики.
Противники поправки говорили, что в случае принятия законопроекта Гонконг станет беззащитным перед угрозами вмешательства китайской, глубоко порочной, юридической системы и это приведёт к дальнейшему ослаблению юридической независимости города.
Протесты начались в марте 2019 и продолжились в последующие недели регулярно.
Сотни тысяч граждан выходили на улицы города в июне 2019, требуя отзыва законопроекта, но лидер Гонконга, Кэрри Лам, отказывалась выбросить в корзину законопроект, и предлагала принять его как можно скорее, не позднее текущего июля.
Несмотря на то, что 15 июня Кэрри Лам, на 75-минутной пресс-конференции, объявила о бессрочном приостановлении рассмотрения законопроекта, добавив, что правительство возобновит разъяснительную работу, консультации со всеми секторами общества по этому вопросу, пандемократические политики были возмущены тем, что Кэрри Лам не желает уходить в отставку, не извиняется и не отзывает окончательно законопроект, и призвали своих сторонников продолжить протесты.
9 июля Кэрри Лам вновь заявила, что учитывая высказываемые сомнения и беспокойства о том, что правительство всё ещё желает предложить законопроект на голосование, она подтверждает, что все усилия по принятию закона мертвы, и «законопроект — мёртв», на что юные участники протестов на улице отреагировали, обвинив Кэрри Лам в лицемерии, так как несмотря на то, что Кэрри Лам и сказала, что правительство идёт навстречу требованию демонстраций, но она не вышла и не разговаривала с протестующими напрямую, хотя они неделями стояли под окном правительственных офисов, скандируя лозунги, — поэтому они будут продолжать протесты. Другие протестующие говорили, что в дальнейшем законопроект может быть вновь предложен к рассмотрению, и намеревались продолжать протесты с требованием от Кэрри Лам формального объявления с использованием юридических терминов о том, что законопроект будет отозван окончательно и бесповоротно, так как Кэрри Лам, объявляя о приостановлении законопроекта, использовала неформальный термин, что все работы по принятию законопроекта — «мертвы» (англ. dead), — протестующие же объясняли, что они продолжают протест, потому что в процедурах и законах законодательного собрания Гонконга нет таких юридических терминов как «мёртвый», и они требуют, чтобы Кэрри Лам встретилась напрямую с протестующими, и объявила, используя юридический язык, об окончательном отзыве законопроекта.

## Цели
Протестующие изначально требовали только отзыва законопроекта об экстрадиции. После эскалации тактических действий полиции в отношении демонстрантов 12 июня и приостановления действия законопроекта 15 июня протестующие поставили перед собой задачу выполнить эти шесть требований:
| Требования                                                                             | Обоснования |
| -------------------------------------------------------------------------------------- | --- |
| Бессрочное снятие законопроекта об экстрадициях с повестки законодателей               | Приостановленный 15 июня, законопроект теоретически может быть восстановлен с его текущим статусом «второго чтения», став законом через несколько дней. Некоторые проправительственные члены политической партии, такие как Энн Чианг, указали, что работа над законопроектом может быть возобновлена после охлаждения протестов. |
| Отставка Кэрри Лэм                                                                     | Исполнительному директору Гонконга не хватает легитимности из-за отсутствия демократического мандата. Кроме того, Кэрри Лэм упорно отказывается, чтобы замедлить или остановить законодательный процесс законопроекта против всей оппозиции, в том числе пресс-релиз после протеста 9 июня, и настаивая на том, что второе чтение дебаты по законопроекту будут возобновлены 12 июня. |
| Беспристрастное расследование насилия со стороны полиции и злоупотребления властью     | Гражданские группы считают, что уровень насилия, применённый полицией против протестующих 12 июня, был неоправданным, в частности, действия полиции против протестующих, которые не совершали никаких преступлений; Полиция, задерживающая и обыскивающая многочисленных прохожих возле места протеста без вероятной причины, также считалась оскорбительной. Неспособность некоторых сотрудников предъявлять или показывать свой полицейский идентификационный номер или ордерную карточку, несмотря на то, что этого требует закон, является нарушением ответственности. Существующие сторожевые псы, однако существующий механизм зависит от полиции и не имеет независимости. |
| Отказ от классификации протеста как «мятеж» (riot)                                     | Правительство первоначально использовало слово «мятеж» для описания протеста 12 июня. Позже в описание были внесены поправки, в которых говорилось, что были протестующие, которые устроили беспорядки. Однако протестующие считают, что акции протеста 12 июня не имеют признаков «мятежа». |
| Освобождение арестованных протестующих без предъявления обвинений                      | Протестующие считают, что аресты были по политическим причинам; они подвергают сомнению законность полицейских, арестовывающих протестующих в больницах, используя свои конфиденциальные медицинские данные в нарушение конфиденциальности пациентов. |
| Проведение реформ для предоставления гражданам Гонконга всеобщего избирательного права | Глава администрации Гонконга не избирается на прямых народных выборах, а назначается специальным избирательным комитетом. Также только половина кресел в законодательном собрании Гонконга избирается на прямых народных выборах, остальные законодатели избираются бизнес-сообществами города. |

## Хронология событий

### Март-июнь 2019 года: Ранний этап
Гражданской фронт прав человека, платформа для 50 продемократических групп, 31 марта и 28 апреля начали проведение двух демонстраций протеста против этого законопроекта. Для второй акции протеста организаторы заявили, что в шествии приняли участие 130,000 человек, что является самым высоким показателем со времени протеста 1 июля в 2014 году. Этот вопрос получил более пристальное внимание, когда члены общедемократического законодательного совета начали кампанию против законопроекта об экстрадиции, в результате которой министр безопасности Джон Ли объявил, что правительство возобновит второе чтение законопроекта на полном заседании Законодательного совета 12 июня, в обход обычной практики тщательного рассмотрения законопроекта в Комитете по законопроектам. Жёсткая позиция правительства по принятию скандального законопроекта об экстрадиции: Кэрри Лам назвала противоположный лагерь «говорящим мусором», а тайваньское правительство отвергло план ОАРГ по экстрадиции, также привлекло значительное внимание СМИ.
Чтобы выступить против второго чтения законопроекта, которое должно было состояться 12 июня, ХЧФ 9 июня начала свою третью акцию протеста от парка Виктория в Законодательном совете в Адмиралтействе. Это была крупнейшая акция протеста когда-либо проходившая в Гонконге, так как организаторы утверждали, что на митинге присутствовало 1,03 млн человек, что стало рекордным показателем. Несмотря на это, Кэрри Лэм настаивала на том, что обсуждение законопроекта во втором чтении возобновятся 12 июня, в результате чего несколько студенческих групп устроили сидячую вечеринку у комплекса Законодательного совета, что в конечном итоге привело к интенсивным столкновениям между полицейскими и протестующими, которые отступили к Ваньчаю.
После протестов 9 июня, 12 июня была назначена всеобщая забастовка, на которую ответили более 100 работодателей. Протестующие также попытались предъявить обвинение зданию Законодательного совета. Сотрудники НМВК разогнали протестующих, выпустив слезоточивый газ, пластиковые пули и резиновые пули. Комиссар полиции Стивен Ло объявил столкновения «бунтом», хотя сама полиция также была сильно осуждена за применение чрезмерной силы, в том числе за стрельбу слезоточивым газом по мирным протестующим рядом с CITIC Tower, в результате чего они оказались в ловушке внутри здания. Были подвергнуты критике незаконное применение полицейских дубинок и слезоточивого газа, отсутствие идентификационных данных о протестующих, подозрение в нападениях на журналистов и последовавшие за этим аресты в больницах. После столкновений 12 июня протестующие начали просить о проведении независимого расследования жестокости полиции и настоятельно призвали правительство отказаться от характеристики «бунта». 2000 протестующих из религиозных групп провели бдение у штаб-квартиры правительства, молясь и пев гимны, включая «Sing Hallelujah to the Lord», который стал неофициальным гимном протеста.

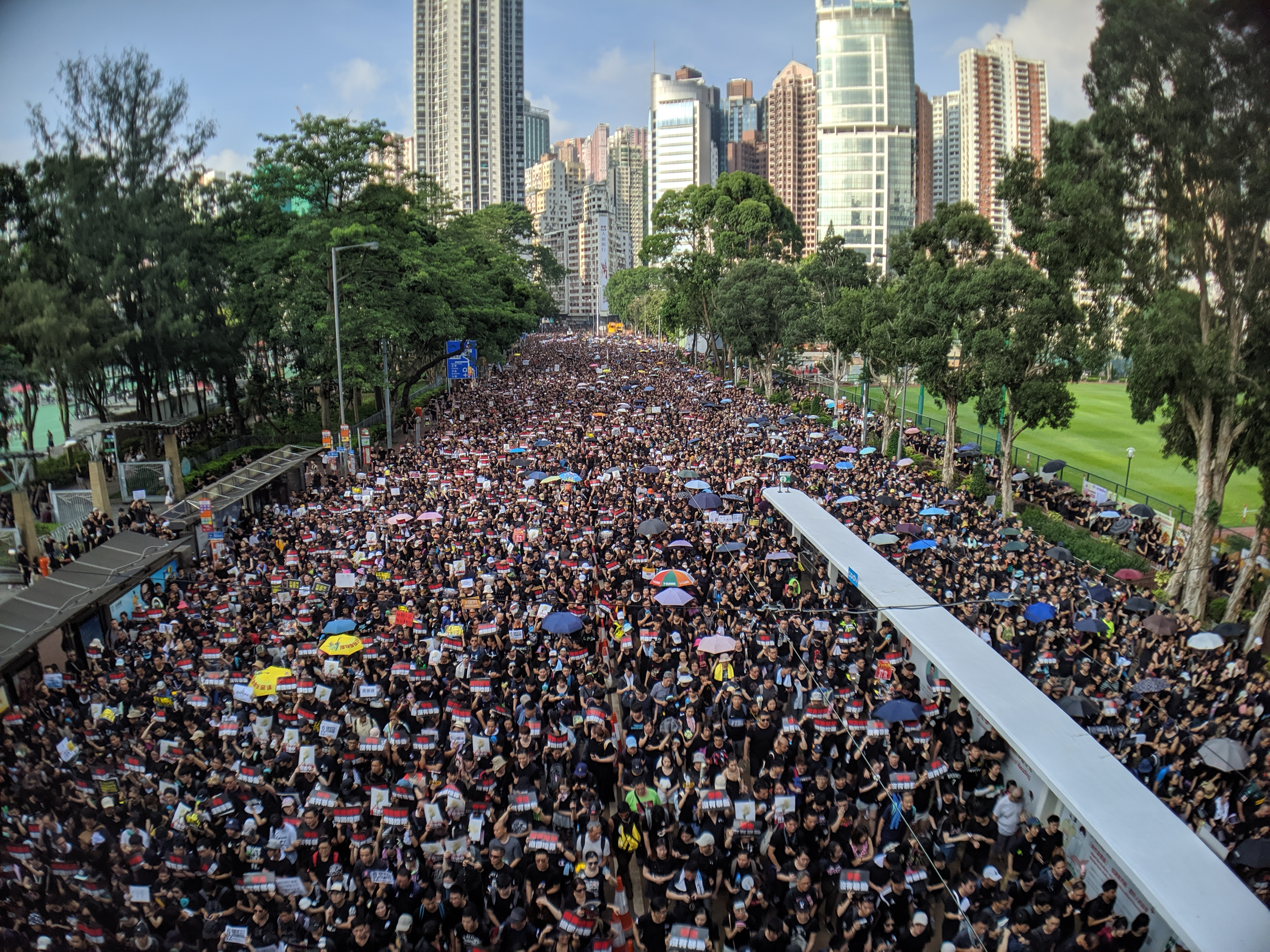
Акция протеста 16 июня привлекла, по данным организаторов, 2 млн человек.

15 июня Кэрри Лам объявила, что законопроект приостановлен, хотя общедемократический лагерь потребовал полного снятия законопроекта. В тот день 35-летний мужчина совершил самоубийство в знак протеста против решения Лам. За прошедшую 16 июня акцию протеста КПЧФ претендовала на итоговую явку на уровне «почти 2 млн плюс 1 гражданин», что поставило рекорд крупнейшей акции в истории Гонконга. После огромной акции протеста Кэрри Лам извинилась перед гражданами Гонконга, но отказалась уйти в отставку или отозвать законопроект.
Протестующие начали осаждать штаб-квартиру полиции на Арсенал-стрит 21 и 24 июня. Полиция не приняла никаких мер для разгона протестующих. Протестующие также начали призывать к международной поддержке, так как посетили консульства стран, которые, как ожидается, примут участие в саммите G20 в Осаке и собрались ночью на Эдинбургском месте, держа в руках надписи, которые гласят «Демократия сейчас» и «Свободный Гонконг».

### Июль 2019 года: развитие событий

Положение зала заседаний в LegCo после штурма протестующими комплекса Законодательного совета.

КЧФ провела ежегодный марш 1 июля и заявила о рекордной явке в 550 тысяч человек. Протест был во многом мирным. Ночью протестующие штурмовали комплекс Законодательного совета, но полиция практически не предприняла никаких действий, чтобы остановить их. Протестующие разбили мебель, осквернили эмблему Гонконга и представили новый манифест с десятью баллами. Некоторые из протестующих, которые штурмовали комплекс LegCo, были мотивированы отчаянием, вызванным ещё несколькими случаями самоубийств с 15 июня. Кэрри Лам осудила протестующих, которые штурмовали совет.
После акции протеста 1 июля они начали «расцвечиваться повсюду»: в разных районах Гонконга проходят акции протеста, как против законопроекта о борьбе с выдачей, так и против некоторых местных вопросов, включая вопрос о «дайме» в парке Туен-Мун и вопрос о параллельных торговцах в Шён-Шуи. Стены Леннона также были созданы в различных кварталах и стали источником конфликта между пропекинскими гражданами и сторонниками протестов. Первая акция протеста против экстрадиции в Коулине прошла 7 июля, где протестующие прошли маршем от Чимсачёя до станции Западный Коулун. Столкновения произошли позже в Чимсачёе и Вонкоке. Тот факт, что полиция не выставила свои ордена, вызвал критику.
Первая акция протеста против выдачи в Новых Территориях прошла в Ша-Тине 14 июля. Акция протеста была в основном мирной, хотя некоторые протестующие начали устраивать баррикады и бросали предметы в полицию после акции протеста. Позже протестующие перебрались на Нью-Таун Плаза и попытались уйти через станцию Ша-Тин, хотя их остановила НВМК, которая их заблокировала. После этого протестующие попали в ловушку внутри Плазы, а внутри произошли интенсивные столкновения между протестующими и полицейскими. Жители, недовольные инцидентом, собрались на Нью-Таун Плаза в последующие дни, допрашивая сотрудников службы безопасности, почему Sun Hung Kai Properties разрешила полиции войти на площадь без какого-либо надлежащего разрешения.
После того, как 21 июля ХЧФ провели очередной протест против экстрадиции, протестующие прошли мимо санкционированной полицией конечной точки, а некоторые протестующие окружили отделение связи Гонконга в Сай Ин Пуне и осквернили китайскую национальную эмблему, что было осуждено правительством. В то время как в Сёнване произошло противостояние между протестующими и полицией, на станции метро Юэн-Лонг появились группы, одетые в белую одежду, подозреваемые в том, что они являются членами триады и, как утверждается, поддерживают пропекинского советника Юниуса Хо, и они без разбора напали с металлической арматурой на людей внутри станции.
27 июля протестующие прошли маршем к Юэн-Лонг, несмотря на возражение полиции. Для разгона протестующих полиция применила слезоточивый газ, а противостояния между протестующими и полицией переросли в ожесточённые столкновения внутри станции Юэн-Лонг. На следующий день протестующие в очередной раз бросили вызов полицейскому запрету и прошли маршем к Сайваню и Козуэй-Бею. 49 человек были арестованы, а позже обвинены в беспорядках. Чтобы поддержать арестованных, протестующие осадили полицейский участок Квай Чун и полицейский участок Тин Шуй Вай, где протестующие подверглись обстрелу петардами, запущенными из движущегося автомобиля.
В июле прошло несколько мирных акций протеста. Группа пожилых людей совершила марш на острове Гонконг, чтобы продемонстрировать свою солидарность с молодёжью. Несколько голодовщиков также прошли маршем в Правительственный дом, чтобы потребовать ответа от Кэрри Лам. 26 июля тысячи протестующих собрались в международном аэропорту Гонконга и раздали туристам листовки и брошюры о полемике.

### Август 2019 года: Эскалация
Протестующие вернулись в Вонкок 3 августа, хотя некоторые протестующие не следовали по назначенным маршрутам и направились в Вонкок и Чимсачёй. Протестующие переместили баррикады на платную площадь тоннеля Кросс-Харбор в Хун Хом, заблокировав транспортные средства. Небольшая группа протестующих также бросила китайский национальный флаг рядом с пирсом Star Ferry в бухту Виктории. Арест протестующих в Вонг Тай Синь возмутил местных жителей, которые вступили в конфликт с полицией возле кварталов «Дисциплинированные службы». На следующий день были проведены две акции протеста, одна в Цэнг Кван О, а другая в Кеннеди-Таун. После этого столкновения между полицией и протестующими произошли в различных районах Гонконга.

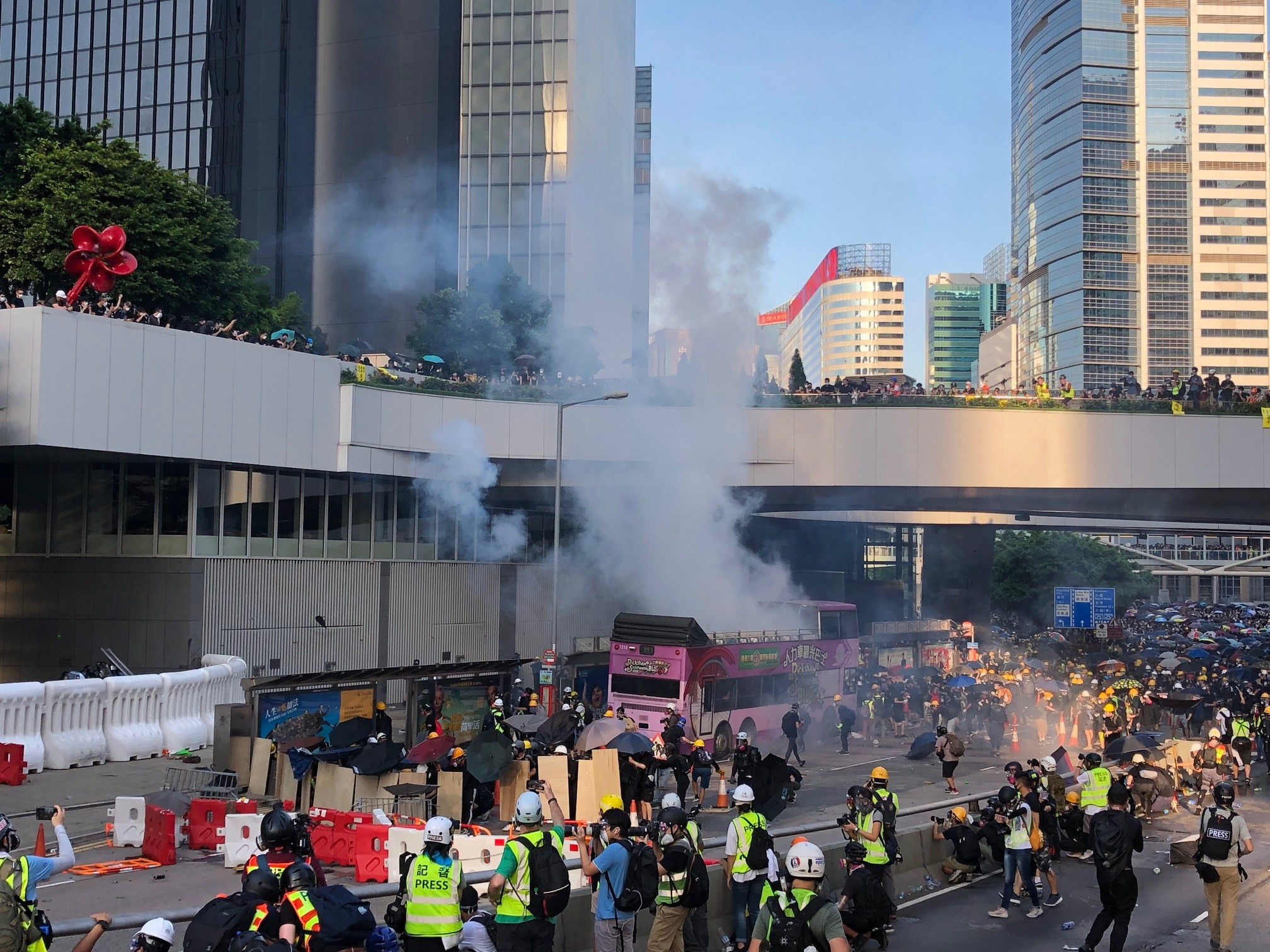
Полиция применила слезоточивый газ для разгона протестующих возле Центрального правительственного комплекса 5 августа.

5 августа состоялась одна из крупнейших всеобщих забастовок в городе, на которую ответили 350 тысяч человек по данным Конфедерации профсоюзов. Из-за забастовки было отменено свыше 200 рейсов. Некоторые граждане также заблокировали движение, чтобы не дать людям добраться до работы. Протесты и сидячие акции прошли в семи округах Гонконга, включая Адмиралтейство, Ша Тин, Туен Мун, Цуен Ван, Вонкок и Тай По. Для разгона митингующих полиция применила более 800 баллончиков со слезоточивым газом, что является рекордным показателем для Гонконга. Протестующие в Норт-Пойнте и Цуен-Ване подверглись нападению двух групп палочников, хотя некоторые отбили нападавших.
6-7 августа, после того как в Шам-Шуй-По был арестован, президент Студенческого союза баптистского университета Гонконга за хранение «наступательного оружия», которые были признаны лазерными ручками, жители близлежащих районов осадили полицейский участок и протестующие собрались возле Гонконгского космического музея, чтобы светить лазерными указками на стене музея.
Протестующие вернулись в Новые территории на акцию протеста в Таи-По, хотя вечером протестующие перекинулись в другие места Гонконга. На следующий день были проведены две акции протеста: одна в Шам-Шуй-По, а другая в Восточном округе. Протестующие в Шам-Шуй-По позже отошли в Цим-Ша-Цуй, где полиция разорвала правый глаз женщины-первопоселенца, используя пластиковые патроны, и Квай Чун, где полиция применила слезоточивый газ в помещении. Тем временем, акция протеста на острове Гонконг переросла в насилие, когда тайные полицейские были обнаружены арестовавшими других протестующих в Козуэй-Бей. Кроме того, сотрудники полиции в очень близком расстоянии обстреляли участников акции протеста перцовыми шариками в районе станции Тай Ку.
После протестов 11 августа персонал по меньшей мере в 15 государственных больницах отреагировал организацией сидячих забастовок.
Протестующие устроили сидячие забастовки в Аэропорту с 12 по 14 августа, из-за чего управление аэропорта отменило многочисленные рейсы. 13 августа акция протеста в аэропорту переросла в хаос, когда протестующие начали избивать двух человек из материкового Китая, которых протестующие подозревали в том, что они являются сотрудниками спецслужб (одним из них был репортёр из Global Times).
В ответ на инцидент, произошедший 11 августа, 18 августа в парке Виктория силами КПЧ был проведён мирный митинг с осуждением жестокости полиции и повторением пяти основных требований. К ней привлекли не менее 1,7 млн человек, которые, несмотря на запрет полиции, прошли маршем в Центральный.
Государственные служащие, учителя, финансовый сектор и медицинские работники выразили поддержку движению против экстрадиции в этом месяце путём проведения маршей или митингов.

### 2020 год
12 января 2020 года власти Гонконга запретили въезд в страну руководителю международной правозащитной организации Human Rights Watch (HRW) Кеннету Роту. Рот планировал посетить Гонконг для расследования нарушений прав человека властями КНР. В организации сообщили, что запрет на визит Рота отражает «исчезновение свобод» в Гонконге под давлением Пекина.
В феврале 2020 года четыре эксперта ООН по правам человека отправили правительству КНР доклад о задержаниях медицинских работников во время протестов. В апреле 2020 года были арестованы 15 наиболее уважаемых продемократических лидеров Гонконга, включая «отца» демократического движения, 82-летнего адвоката Мартина Ли.
В мае 2020 года протесты вновь возобновились, причиной восстановления протестного движения стала попытка принятия центральным правительством т. н. «закона о безопасности Гонконга»; акция против данного закона была разогнана полицией.
В июне этот закон был принят; при этом некоторые лидеры протестного движения вышли из процесса
В августе 2020 года США ввели санкции против главы администрации Гонконга Кэрри Лам и десяти других высокопоставленных чиновников за «подрыв автономии Гонконга» и «ограничение свободы выражения мнений и собраний».

## Гражданский фронт за права человека
Организатором протеста 9 июня 2019 года, который стал символизировать начало протестов против законопроекта об экстрадиции, был «Гражданский фронт за права человека» (Civil Human Rights Front), который опубликовал на годовщину протестов 9 июня 2020 года на Фейсбуке своё видение, чем были эти протесты, где говорится, что эти протесты были всенародным пробуждением после периода застоя, наступившим после «революции зонтиков» 2014 года, и хотя законопроект был сначала приостановлен, затем отправлен в корзину, но участники протестов очень пострадали от действий правительства и полиции, они получили «психологические травмы», но 9 июня 2019 года стал днём, который навсегда останется в памяти граждан Гонконга, как «день объединения людей ради защиты нашего любимого города».

## Судебный процесс над активистами протестов
6 января 2021 года 53 активиста протестов (включая бывших членов Законодательного совета Гонконга, профессоров, журналистов) были арестованы на основании принятого годом ранее закона о защите национальной безопасности. 47 из них обвинили в сговоре с целью подрыва государственной власти путем организации в 2020 году демократических праймериз в Законодательный совет Гонконга. По версии обвинения, они хотели «парализовать работу правительства», выдвинув своих кандидатов в Законодательный совет. Это дело стало известно как «Гонконг 47».
Первые приговоры по этому делу были вынесены в мае 2024 года, причем двое активистов были оправданы. Обвиняемые утверждали, что они вели обычную политическую деятельность. Однако в ходе процесса 31 из них в итоге признал себя виновным. 19 ноября 2024 года 45 признанных виновными активистов были приговорены к заключению на срок от 4 до 10 лет. Самым известным осужденным по этому делу является Джошуа Вонг, который уже был приговорен к заключению по другому делу, он получил четыре года и восемь месяцев лишения свободы. Самый большой срок, десять лет заключения, получил правовед Бенни Тай.